# Plagiohammus lacordairei
Plagiohammus lacordairei là một loài bọ cánh cứng trong họ Cerambycidae.